# Balinț (dorp)
Balinț is een dorp in de gemeente Balinț, in het Roemeense district Timiș. In Balinț staat een houten kerk uit 1834, die is uitgeroepen tot architecturaal monument.

## Geschiedenis
In 1488 werd Balinț officieel erkend. Rond 1604 vond er een gevecht plaats rond Balinț.
Onderstaande figuur toont het verloop van het inwoneraantal van Balinț vanaf 1880.